# 율도국
율도국(栗島國)은 현실이 아닌, 《홍길동전》에서 바다 건너 대양의 한 섬으로 표현된 가상 국가이다. 수평선 너머의 외딴 신비의 섬으로, 길동의 이상이 뿌리 내릴 수 있는 세계다.

## 홍길동전
조선시대 홍문과 기생 춘섬에게서 태어난 홍길동은, 가족에게서 버림받아 활빈당의 우두머리가 된다. 그들은 탐관오리의 재물을 빼앗아 사람들에게 나누어 주는 것으로 시작된다.
그러나 당시 조선 왕이었던 연산군은 팔도의 포도대장들에게 홍길동을 잡을 것을 명한다. 그러나 홍길동은 도술을 부려 자신을 해치는 무리들을 제압하고 순식간에 사라져 버린다. 그 뒤, 길동은 연산군으로부터 병조판서 자리를 제수받으나 길동은 왕의 청을 거부하고,조선을 떠나 제도 섬으로 간다. 길동은 백룡 부부의 딸을 구해주면 사위로 삼는다는 말을 듣고, 괴물 "울동"에게서 딸을 구하고 백룡의 사위가 된다. 또 조철의 딸도 구하여 두명의 부인을 두게 된다. 홍 판서의 죽음을 대비하여 월봉산에 그를 위해 좋은 묘터를 마련하고, 홍 판서는 적자와 서자를 차별하지 말라는 유언을 남기고 죽는다. 
홍길동은 활빈당 당원들인 마숙, 최철과 함께 율도국을 공격하여 율도국 왕을 항복시키고 새 나라를 세운다. 그리고 기존의 율도국 왕과 신하들을 죽이지 않고 제후로 봉했다. 율도국을 30년간 다스리고 나서 태자에게 자리를 물려주고 붕어한다.

## 역사
그러나 조선왕조실록과 연산군 일기에는 홍길동이라는 강도가 있었고 그를 체포했다는 기록만 있을 뿐 홍길동이 탈옥해서 조선을 빠져나와 율도국을 세웠다는 등의 기록은 없다. 소설 홍길동전이 쓰여진 시기와 비슷한 시기에 오키나와에 실재했던 호족 오야케아카하치가 홍길동과 동일인물이라고 주장하는 사람들이 소수 있지만 아무런 근거가 없기 때문에 대한민국과 일본의 오키나와 현지에서는 이 주장을 정설로 보고 있지 않다.